# جيش المحيط الشمالي

علم الجيش الشمالية المحيط.

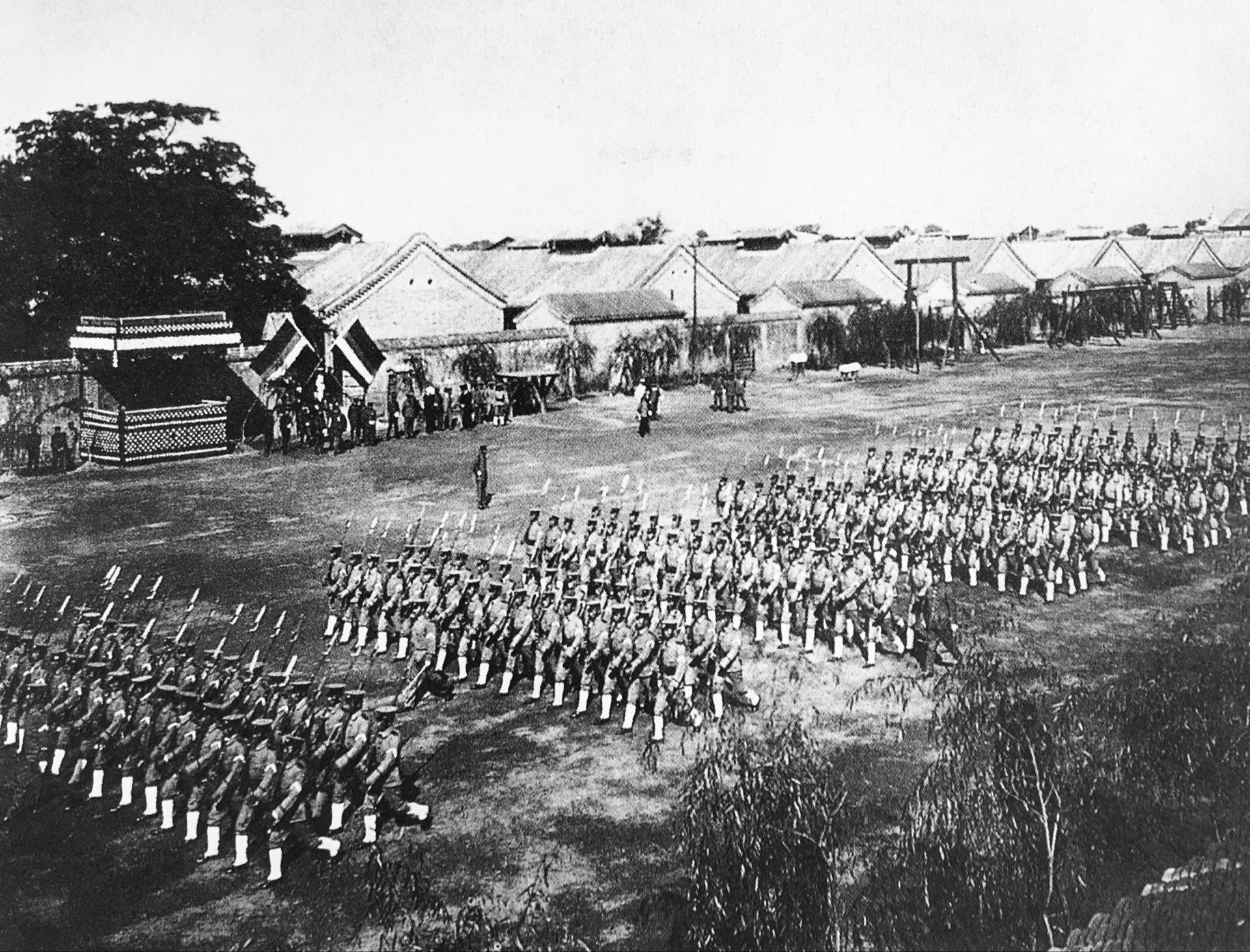

الجيش الشمالية المحيط (بالصينية 北洋軍، بالإنجليزية(Beiyang army (Northern Ocean Army))
جَيش سلالة تشينغ.

## الحروب الكبرى لجيش الشمالية المحيط
1894 إلى 1895 : الحرب اليابانية الصينية الأولى
1899 إلى 1901 : ثورة الملاكمين
1911 إلى 1912 : ثورة شينخاي